# Plumper Islands
Plumper Islands är öar i Kanada.   De ligger i Regional District of Mount Waddington och provinsen British Columbia, i den sydvästra delen av landet, 3 800 km väster om huvudstaden Ottawa. Arean är 0,78 kvadratkilometer.
Terrängen på Plumper Islands är platt. Öns högsta punkt är 91 meter över havet. Den sträcker sig 1,1 kilometer i nord-sydlig riktning, och 1,8 kilometer i öst-västlig riktning.